# Tučkovo
Tučkovo (en serbe cyrillique : Тучково) est un village de Serbie situé dans la municipalité de Požega, district de Zlatibor. Au recensement de 2011, il comptait 144 habitants.

## Démographie
| 1948 | 1953 | 1961 | 1971 | 1981 | 1991 | 2002 | 2011 |
| ---- | ---- | ---- | ---- | ---- | ---- | ---- | ---- |
| 304  | 319  | 308  | 255  | 227  | 204  | 170  | 144  |

|  |